# Hans von Bülow

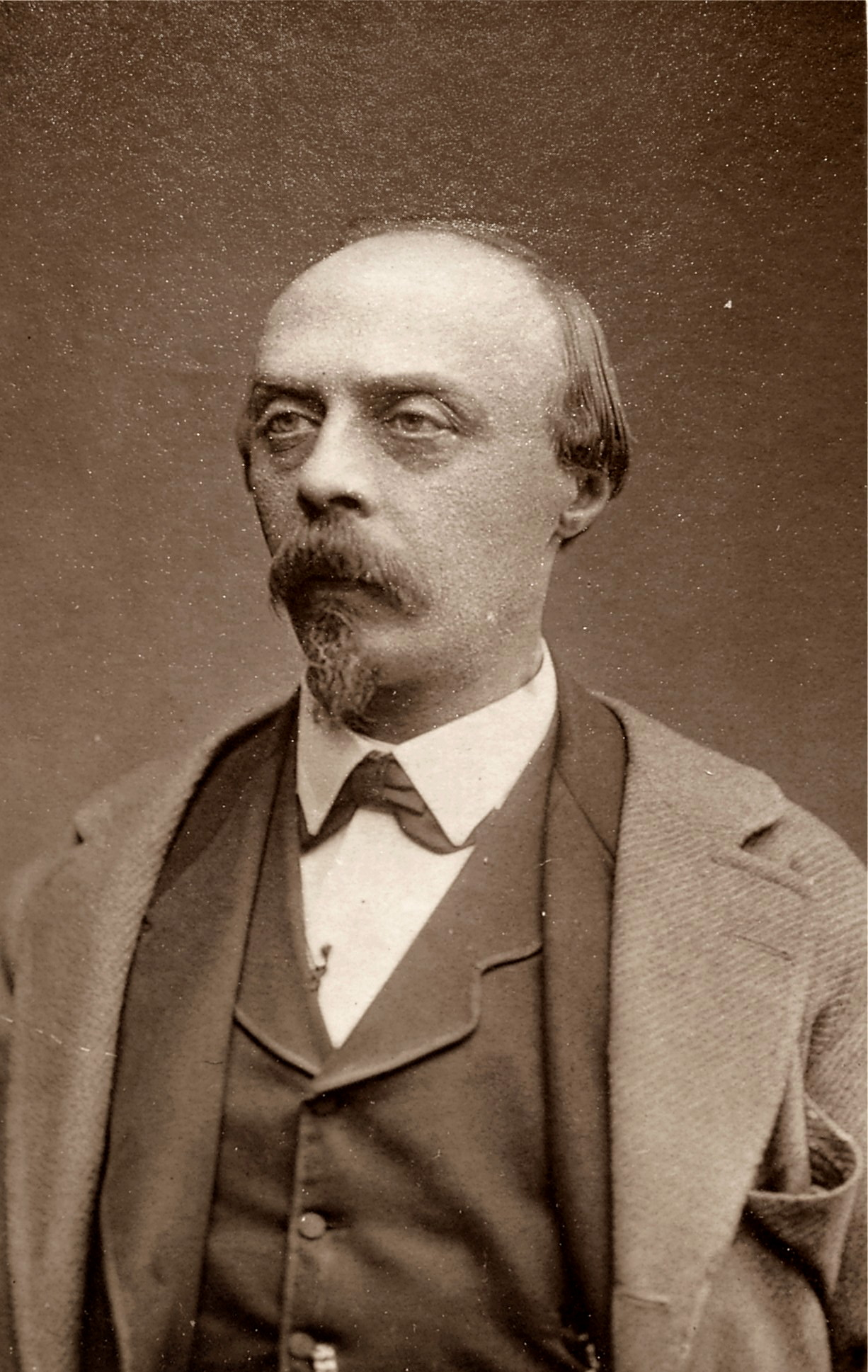
Hans von Bülow
(auf einer frühen Visitenkarte)

Hans Guido Freiherr von Bülow (* 8. Januar 1830 in Dresden; † 12. Februar 1894 in Kairo) war ein deutscher Klaviervirtuose, Dirigent, Kapellmeister und Komponist, der unter anderem in München, Hannover, Meiningen, Hamburg und Berlin wirkte. Als Dirigent der Meininger Hofkapelle und der Berliner Philharmoniker erwarb er bleibenden Ruhm.

## Leben und Wirken

### Herkunft

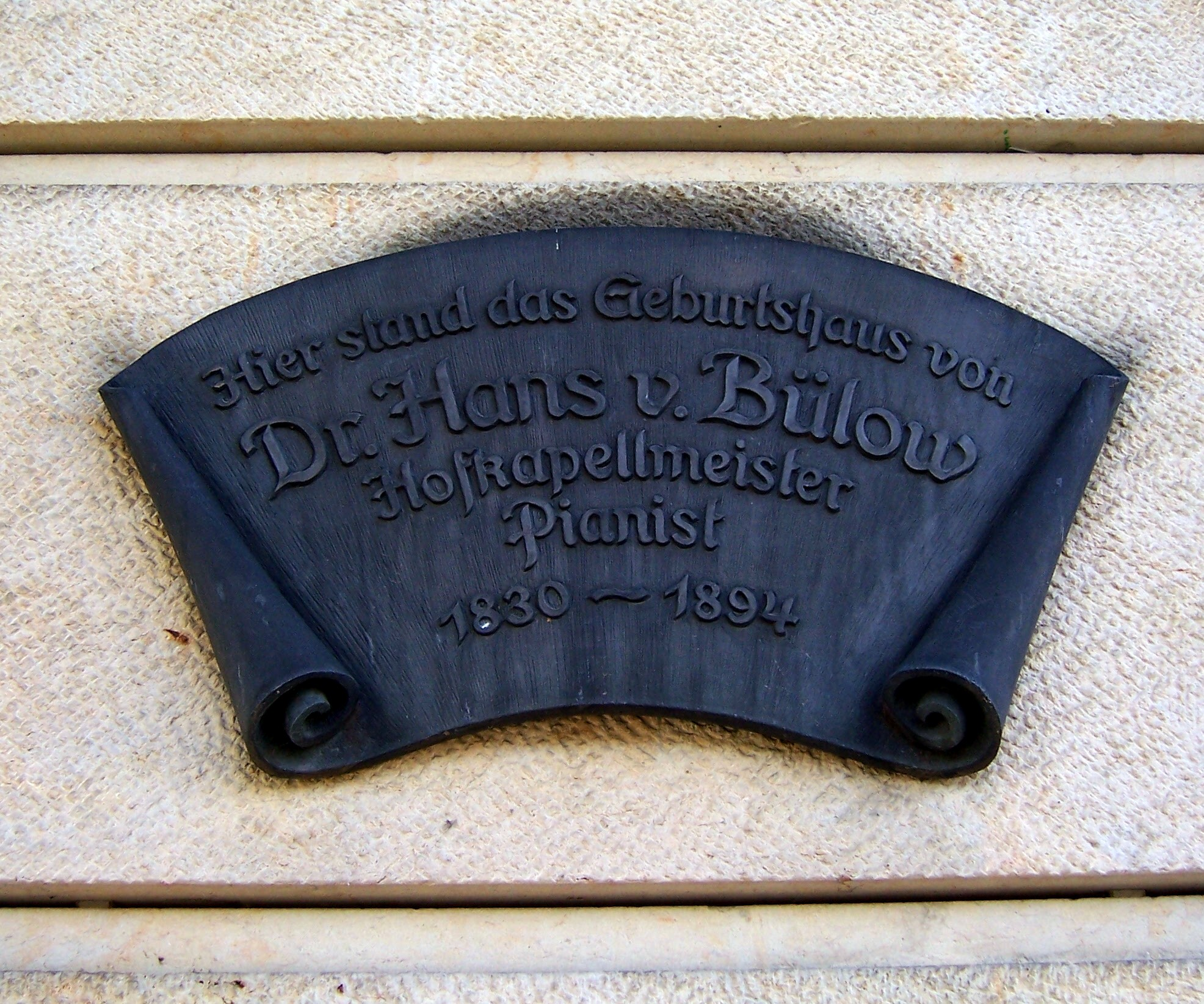
Plakette, geschaffen von Vinzenz Wanitschke am heutigen Hotel Bellevue in Dresden, die den Standort des Geburtshauses von Hans von Bülow markiert

Hans von Bülow entstammte dem Mecklenburger Uradelsgeschlecht von Bülow. Sein Vater war der Novellist Karl Eduard von Bülow. Seine Mutter Franziska Stoll (1806–1888) war die jüngere Schwester der Ehefrau des Bankiers Christian Gottlob Frege (1778–1855). Hans von Bülow war zwischen dem 10. und 15. Lebensjahr regelmäßig zu längeren Besuchen bei der Familie Frege in Leipzig.

### Ausbildung
Neben der allgemeinen erfuhr Hans von Bülow seine erste pianistische Ausbildung in Leipzig, die von Clara Schumann und seiner Cousine, der Sängerin Livia Frege, überwacht wurde. Hier lernte er auch Felix Mendelssohn Bartholdy und Albert Lortzing kennen.
Ein Besuch der Oper Rienzi 1842 in Dresden machte ihn zum glühenden Verehrer Richard Wagners. Weitere pianistische Anleitungen erhielt er bei Franz Liszt, den er 1844 in Dresden kennengelernt hatte. 1846 übersiedelte die Familie Bülow nach Stuttgart, wo er erste öffentliche Auftritte hatte.
Von 1848 bis 1849 wohnte Bülow wieder bei den Freges in Leipzig, wo er auf Wunsch der Familie, aber gegen seinen Willen, ein Jurastudium aufnahm, bis er sich schließlich endgültig der Musik widmete.
1850 ging er nach Zürich zu Wagner und wurde sein Schüler, insbesondere als Dirigent. Aus dem Lehrer-Schüler-Verhältnis entwickelte sich eine dauernde Freundschaft, die allerdings in den 1860er Jahren im Zusammenhang mit der Beziehung von Bülows Ehefrau mit Wagner ihr Ende fand.

### Weitere Stationen
Am 7. Januar 1854 trat Bülow in einem Konzert der Hannoverschen Hofkapelle auf und machte in der Folge nähere Bekanntschaft mit Joseph Joachim, der dort als Konzertmeister und Dirigent tätig war. Durch Joachim lernte er auch dessen Freund Johannes Brahms kennen, der sich zu dieser Zeit häufig in Hannover aufhielt.
Ende November 1854 kam er nach Berlin, wo er am 6. Dezember ein Konzert in der Singakademie gab. Im April 1855 nahm er auf Empfehlung von Adolf Bernhard Marx eine Lehrtätigkeit im Stern’schen Konservatorium auf, die ihm in den nächsten Jahren – bis 1863 – den Lebensunterhalt sicherte.
Ab 1867 wirkte Bülow als Hofkapellmeister in München, wo er unter anderem die Uraufführungen der Wagner-Opern Tristan und Isolde (1865) und Die Meistersinger von Nürnberg (1868) dirigierte. Außerdem leitete er in München von 1867 bis 1869 als Direktor die nach Vorschlägen Wagners neu organisierte Königliche Bayerische Musikschule.
1877 ging von Bülow nach Hannover, wo er bis 1879 die Stellung des Hofkapellmeisters am Königlichen Hoftheater bekleidete. Ebenfalls 1877 wurde er Mitglied im Hannoverschen Künstlerverein.

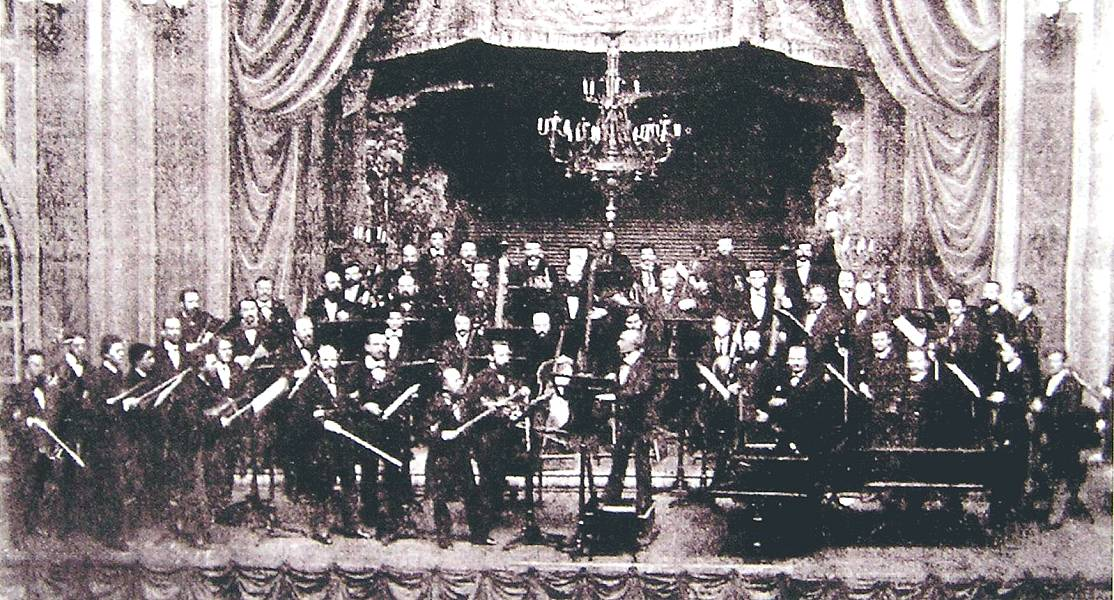
Die Meininger Hofkapelle mit Hans von Bülow 1882

Von 1880 bis 1885 arbeitete Bülow als Hofmusikintendant in Meiningen, wo er eng mit Johannes Brahms zusammenarbeitete. Als Dirigent der Meininger Hofkapelle, die er zu einem Eliteorchester entwickelte, gelangte er zu Weltruhm. Er lebte mit seiner Frau noch bis 1887 in Meiningen.
Bülows Konzertagent Hermann Wolff wirkte erfolgreich darauf hin, dass Bülow im Herbst 1886 nach Hamburg ging, wo er ab November 1886 die „Neuen Abonnementskonzerte“ dirigierte. Hamburg war sein letzter Wohnort. Er wohnte mit seiner Frau im zweiten Stock des Hauses Alsterglacis 10, das im Zweiten Weltkrieg zerstört wurde. Der Straßenabschnitt trägt inzwischen die Bezeichnung „An der Alster“.
Von 1887 bis 1892 war Bülow der erste Chefdirigent der Berliner Philharmoniker, die er schnell zu einem Spitzenorchester formte. Am 21. Oktober 1887 gab er in der Philharmonie sein erstes Konzert als Leiter des Orchesters.
In seinen letzten Lebensjahren litt er zunehmend an körperlichen Beschwerden und konnte nicht mehr als Pianist auftreten. Bei einem der letzten Abonnementskonzerte in Hamburg erlitt er einen Schwächeanfall und musste am Dirigentenpult vertreten werden. Wenig später musste ein anderer Dirigent zur Fortführung der Abonnementsreihe verpflichtet werden. Dies war der junge Gustav Mahler, der sich kurz zuvor in Hamburg einen Namen gemacht hatte.

### Tätigkeiten

#### Pianist und Dirigent

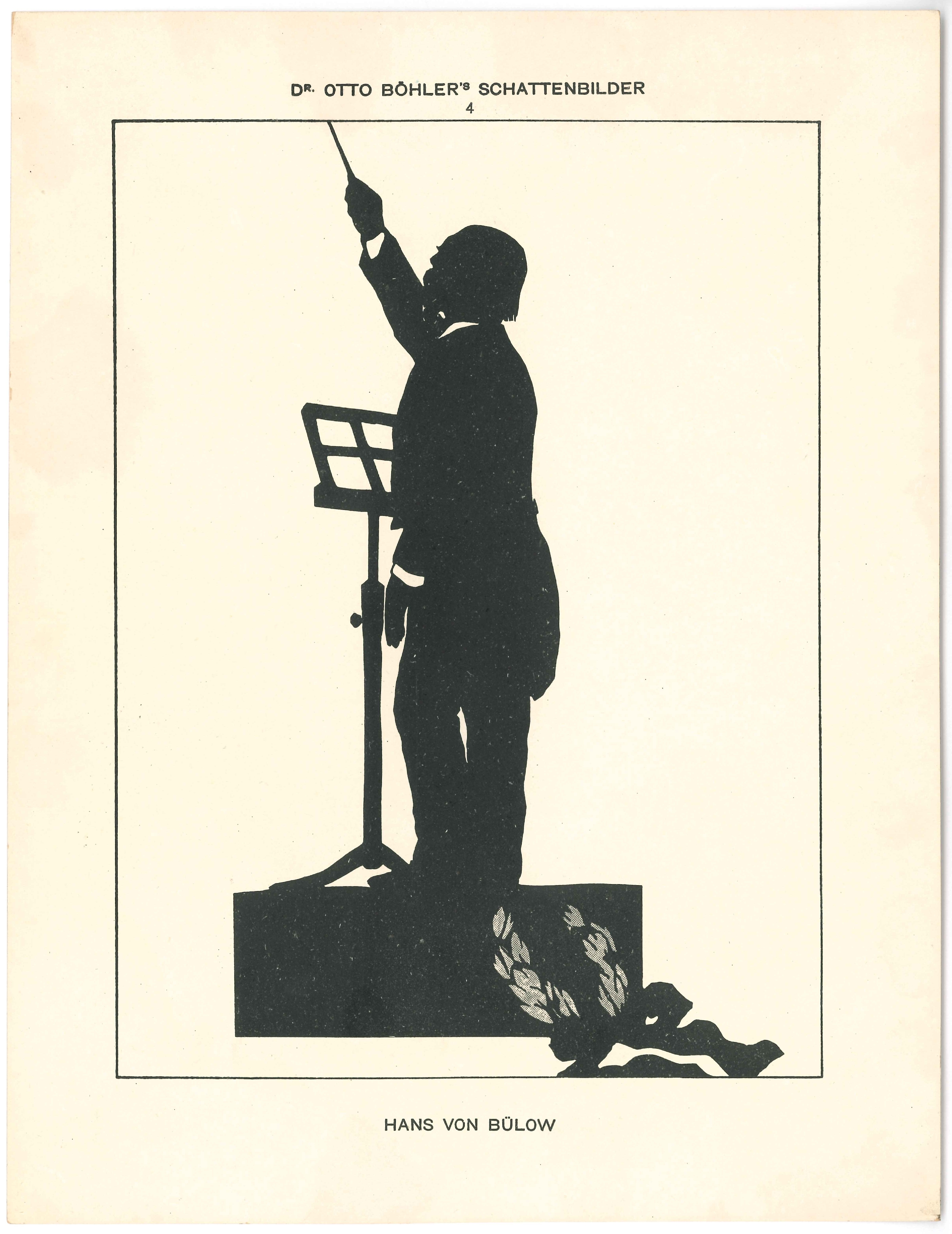
Bülow als Dirigent, Silhouette von Otto Böhler

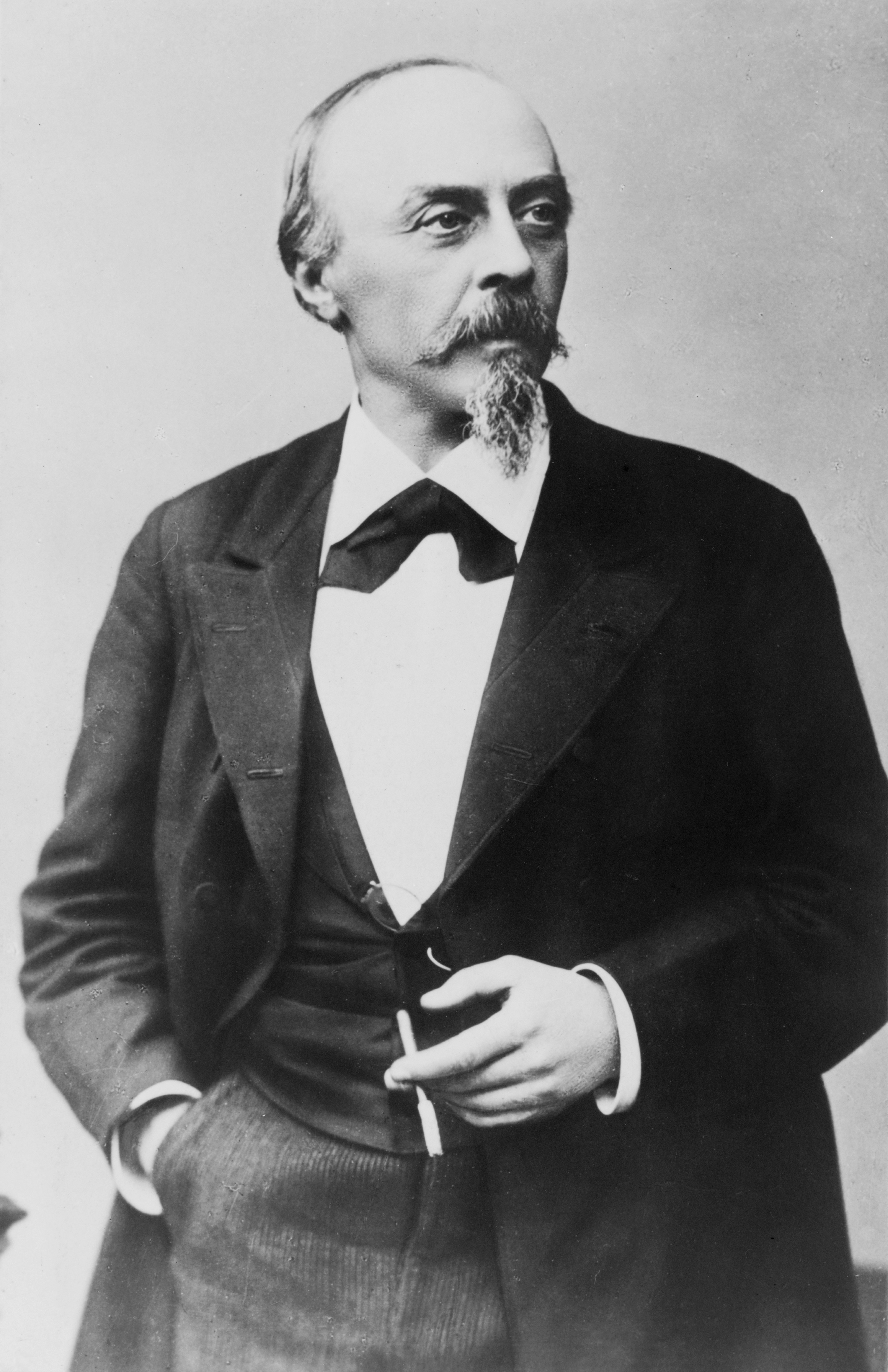
Hans von Bülow

Bülow war als Pianist und Dirigent gleichermaßen berühmt. Bei Gastkonzerten trat er vor allem als Pianist auf, so auf zwei Konzertreisen in die USA und Kanada im Jahr 1875. Konzertreise mit 172 geplanten Konzerten in den USA und in Kanada. Rastlos eilte er von Auftritt zu Auftritt. Allein mit der Meininger Hofkapelle unternahm er über 200 Gastspielreisen durch ganz Europa. Später gastierte er neben seiner Berliner Tätigkeit in zahlreichen Städten, regelmäßig aber in Bremen und vor allem in Hamburg, wo ein eigens für ihn geschaffenes Orchester gefeierte Abonnementskonzertreihen veranstaltete und er auch als Operndirigent wirkte. Angesichts der Reisebedingungen der Zeit ist es erstaunlich, dass der physisch eher schwächliche Bülow dieses Arbeitspensum bewältigen konnte.
Bülow kann als erster der Stardirigenten moderner Prägung bezeichnet werden; es gelang ihm, sowohl durch sein musikalisches Können als auch durch Sinn für publikumswirksames Auftreten einen Nimbus zu erwerben, der dem Starvirtuosentum eines Niccolò Paganini oder Franz Liszt nahekam.  Dem entsprach ein weit über die engeren musikalischen Kreise hinausgehendes öffentliches Interesse an Bülows Person, das nicht zuletzt durch das komplizierte Verhältnis zu Richard Wagner Nahrung fand. Sowohl die private Dreiecksgeschichte als auch Bülows expressiver Dirigierstil, der den traditionellen, eher statuarischen Kapellmeisterstil ablöste, fanden (hierin wiederum Paganini und Liszt vergleichbar) ihren Niederschlag in zahlreichen Karikaturen.
Außer Werken von Wagner, Liszt und Beethoven bevorzugte er als Pianist und Dirigent auch Pjotr Iljitsch Tschaikowski, Johannes Brahms, Felix Draeseke, Antonín Dvořák und Joachim Raff, von denen ihm jeder bedeutende Kompositionen widmete.

#### Komponist
Zu seinen eigenen Kompositionen (siehe unten) gehören Klavierwerke sowie Orchesterwerke, darunter eine Sinfonische Dichtung Nirwana, die auf den Einfluss Liszts zurückgeführt werden kann, jedoch als klanglich spröde gilt. Bülows Projekt einer eigenen Oper blieb unausgeführt.
1863 komponierte von Bülow eine mehrstimmige Chormusik zu dem Bundeslied des von Ferdinand Lassalle gegründeten Allgemeinen Deutschen Arbeitervereins auf die Verse von Georg Herwegh mit dem Liedanfang „Bet und arbeit! Ruft die Welt“ und dem auch heute noch oft zitierten „Alle Räder stehen still, wenn dein starker Arm es will“. Lassalle drängte von Bülow, sich durch die Verwendung eines Pseudonyms für diese Komposition vor Anfeindungen zu schützen. Bülow wählte das Pseudonym Solinger. Diese Bülowsche Musik ist heute so gut wie vergessen zugunsten der 1900 von  Peter Heinz für einen Massengesang komponierten Melodie.

#### Herausgeber
Bülow ist vor allem als Herausgeber einer Auswahl von Klavieretüden Johann Baptist Cramers und von Klavierwerken Ludwig van Beethovens, Frédéric Chopins und anderer Meister bekannt. Seine geistvollen Kommentare zur Instrumentaltechnik und zum Gehalt der Werke in seinen Ausgaben, besonders der Klaviersonaten von Beethoven, hatten einen großen Einfluss auf die Entwicklung des Klavierspiels und die Interpretation der bedeutenden Meisterwerke des Klaviers.

#### Lehrer
Zu Bülows Klavierschülern zählten Karl Heinrich Barth, der spätere Lehrer von Arthur Rubinstein, Wilhelm Kempff und Bronisław von Poźniak. Zu nennen sind auch Rudolf Niemann, der Vater des bekannteren Walter Niemann, sowie Richard Strauss, der Bülow in Meiningen kennenlernte und von ihm gefördert dessen Nachfolger als Hofkapellmeister wurde. Ein geschätzter klavierpädagogischer Kollege war Carl Eschmann-Dumur.

### Antisemit
Hans von Bülow war überzeugter Antisemit. 1869 kontaktierte er seine Noch-Gattin Cosima zu Richard Wagners antisemitischem Aufsatz ‚Das Judenthum in der Musik‘ und „ist von der Broschüre sehr entzückt.“ Er war Teil der antisemitischen Sammlungsbewegung „Berliner Bewegung“, die in den 1880er Jahren im Deutschen Kaiserreich aktiv war. 1880/81 initiierte die „Berliner Bewegung“ die sogenannte „Antisemitenpetition“, in der u. a. die Entfernung der Juden aus dem Staats- und Schuldienst gefordert wurde. Von Bülow gehörte zu den Erstunterzeichnern dieser Antisemitenpetition, in deren Folge eine Synagoge in Neustettin in Brand gesteckt und mehrere antisemitische Parteien gegründet wurden.

### Ehen und Kinder
1857 heiratete Bülow Liszts Tochter Cosima. Aus der Ehe gingen die Töchter Daniela (1860–1940) und Blandine (1863–1941) hervor. Cosima ging 1864 ein Verhältnis mit Richard Wagner ein, etwa neun Monate später wurde ihre Tochter Isolde (1865–1919) geboren. Bülow erkannte Isolde als seine Tochter an, ihr leiblicher Vater Wagner war Taufpate. In den folgenden Jahren bekamen Cosima und Richard Wagner zwei weitere Kinder: Eva (1867–1942) und Siegfried (1869–1930). Cosima führte zeitweise zwei Haushalte und blieb schließlich bei Wagner. Erst im Juli 1870 wurde die Ehe mit Bülow geschieden, im August 1870 heirateten Cosima und Wagner.
Danach war Bülows Freundschaft mit Wagner endgültig ruiniert. Er verlor auch seine Töchter Daniela und Blandine an Wagner. Sie blieben wie die anderen Kinder bei der Mutter und wuchsen im Hause Wagner auf. Isolde galt weiterhin offiziell als Bülows Tochter. Nach Bülows Tod zählte sie zu dessen Erben. 1914 versuchte sie in einem Gerichtsverfahren vergeblich, als Wagners Tochter anerkannt zu werden. Heute gilt sie als Kind von Richard Wagner.
Bülow war ab 1882 in zweiter Ehe mit der Schauspielerin Marie Schanzer (1857–1941) verheiratet.

### Tod
Bülow reiste 1893 nach Ägypten, um in dem trockenen und warmen Klima Genesung von verschiedenen Leiden zu suchen. Er starb am 12. Februar 1894 in Kairo an einem Gehirntumor.
Am 29. März 1894 fand in der Hamburger Michaeliskirche eine siebenstündige Trauerfeier für ihn statt, die Gustav Mahler die Anregung für den Schlusssatz seiner 2. Sinfonie gab. Bei der anschließenden Feier in dem damals noch neuen Krematorium in Hamburg-Alsterdorf spielte Mahler auf dem Harmonium. Die Urne wurde auf dem Hauptfriedhof Ohlsdorf in Hamburg bestattet.

## Nachleben

### Grabmal

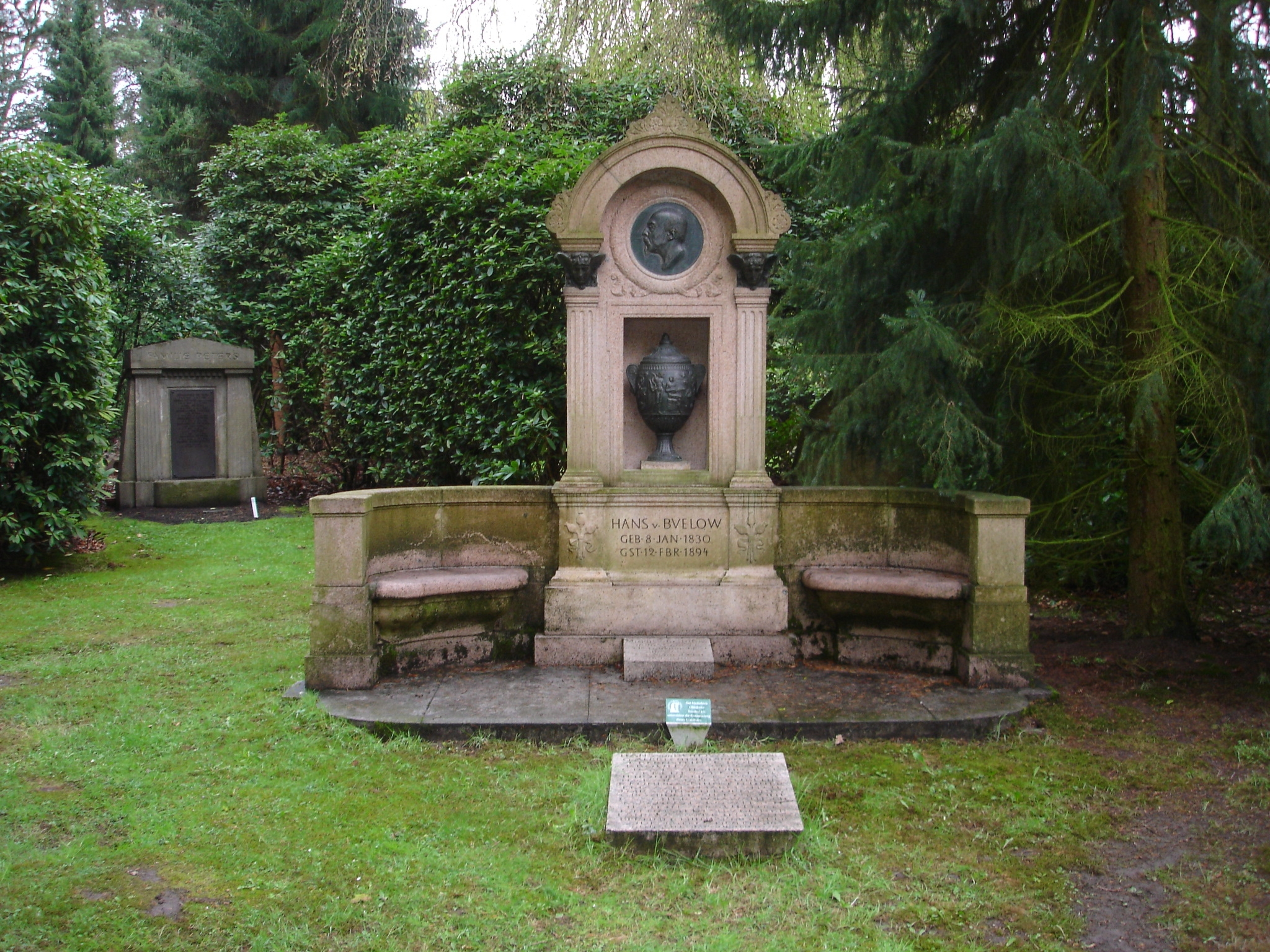
Grabmal von Hans von Bülow auf dem Friedhof Ohlsdorf in Hamburg

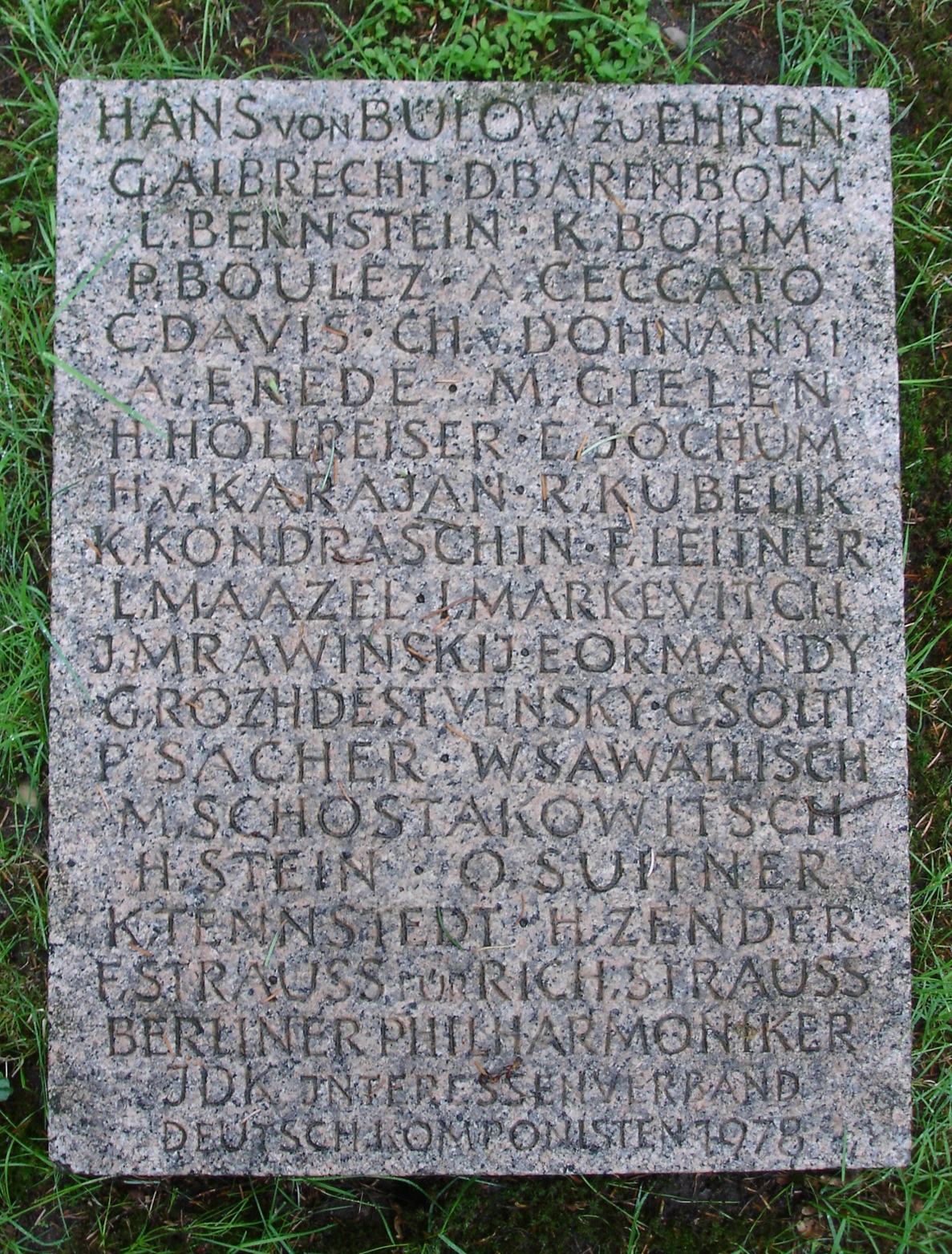
Ehrenstein für Hans von Bülow vor seinem Grabmal

Der Bildhauer Adolf von Hildebrand schuf in den Jahren 1896 und 1897 das große Grabmal auf dem Friedhof Ohlsdorf. 1899 wurde es eingeweiht.
1978 konnte das Grabmal für Bülow und seine zweite Ehefrau, das sich in einem desolaten Zustand befand, durch eine besondere Privatinitiative restauriert werden. Auf Initiative des Interessenverbandes Deutscher Komponisten und der Berliner Philharmoniker unterstützten Dirigenten dieses Vorhaben zu Ehren von Hans von Bülow. Es waren Gerd Albrecht, Daniel Barenboim, Leonard Bernstein, Karl Böhm, Pierre Boulez, Aldo Ceccato, Colin Davis, Christoph von Dohnanyi, Alberto Erede, Michael Gielen, Heinrich Hollreiser, Eugen Jochum, Herbert von Karajan, Kirill Kondraschin, Rafael Kubelík, Ferdinand Leitner, Lorin Maazel, Igor Markevitch, Jewgeni Mrawinski, Eugene Ormandy, Gennadi Roschdestwenski, Paul Sacher, Wolfgang Sawallisch, Maxim Schostakowitsch, Sir Georg Solti, Horst Stein, Otmar Suitner, Klaus Tennstedt und Hans Zender. Ihre Verehrung für Hans von Bülow wurde in Stein gehauen. Der Kissenstein mit ihren Namen befindet sich unmittelbar vor dem Grabmal.
2001 folgten weitere Restaurierungsarbeiten am Fundament und am Gestein des Grabmals. 2004 wurden die verwitterten Teile aus Bronze wiederhergestellt und auf Hochglanz gebracht: die große Urne in der Mitte, die als Köpfe gestalteten Kapitelle der seitlichen Pilaster sowie der Relief-Tondo, der Bülows Kopf im Profil zeigt.

### Nachlass
Bülows Nachlass befindet sich in 50 Kästen in der Berliner Staatsbibliothek. Er umfasst 18 Bände mit Autographen seiner Kompositionen, eine Skandinavische Konzertreiseskizze aus dem Jahr 1882, mehr als 1600 Briefe, ferner seine Musikbibliothek mit Notendrucken, in denen seine handschriftlichen Eintragungen zu sehen sind, Zeitungskritiken und Programme. Zum Nachlass gehört auch ein Schaukasten mit einem Modell seiner Hände, das bereits zu seinen Lebzeiten angefertigt wurde, und Bülows Totenmaske.
Bülows äußerst umfangreiche Korrespondenz ist in einer vielbändigen Edition veröffentlicht worden. Bülow verfügte über eine umfassende Bildung und war ein gewandter Briefschreiber mit einer ausgeprägten Vorliebe für Witz, Ironie und sarkastische Schärfe. Diese schlug auch in der mündlichen Kommunikation durch, was ihm vielfach heftige persönliche Konflikte eintrug.
Im Mai 2011 erwarb die Staatsbibliothek zu Berlin bei einer Auktion 145 Briefe Bülows, die er großenteils an seine Mutter und seine Schwester Isidora geschrieben hatte, und ergänzte damit ihren Bestand. Zwei Drittel der zwischen 1850 und 1884 geschriebenen Briefe mit einem Umfang von mehr als 550 Seiten waren noch nicht veröffentlicht worden.

### Hans-von-Bülow-Medaille
Seit den 1970er Jahren wird von den Berliner Philharmonikern die goldene „Hans-von-Bülow-Medaille“ vergeben. Damit ehrt das Orchester sowohl seinen ersten Chefdirigenten Hans von Bülow wie auch Musiker für ihre Verbundenheit mit dem Orchester. Die Medaille wurde unter anderem vergeben an:
- die Chefdirigenten Herbert von Karajan[20] und Claudio Abbado[20]
- Gastdirigenten wie Daniel Barenboim,[21] Bernard Haitink,[19] Nikolaus Harnoncourt,[20] Mariss Jansons,[22] Eugen Jochum,[20] Lorin Maazel,[20] Zubin Mehta,[20] Seiji Ozawa,[19] Wolfgang Sawallisch,[23] Georg Solti,[24] Günter Wand[20]
- Solisten wie die Pianisten Claudio Arrau,[19] Alfred Brendel[25] und Rudolf Serkin,[19] den Geiger Yehudi Menuhin,[19][26] den Sänger Dietrich Fischer-Dieskau[19]
- den Komponisten Hans Werner Henze[27]
- den langjährigen Intendanten Wolfgang Stresemann[19]
- den Musikwissenschaftler Hans Heinz Stuckenschmidt[19]

Die Hans-von-Bülow-Medaille wird – wie auch der goldene Ehrenring der Berliner Philharmoniker – außerdem allen Orchestermitgliedern nach mindestens 30 Jahren Dienstzeit bei den Philharmonikern verliehen, zumeist bei ihrer Verabschiedung in den Ruhestand.

### Hans-von-Bülow-Gesellschaft, Klavierwettbewerb
Zu Bülows 100. Todestag veranstaltete die Stadt Meiningen im Jahr 1994  ein einwöchiges Landesmusikfest. In der Folge wurde die Internationale Hans-von-Bülow-Gesellschaft gegründet. Sie rief 2012 den Internationalen Klavierwettbewerb Hans von Bülow ins Leben, der alle drei Jahre in Meiningen stattfindet. Preise wurden zuletzt in den Kategorien „Kinder- und Jugendwettbewerb“ mit mehreren Altersstufen sowie „Amateure“, „Profis“ und „Dirigieren vom Klavier“ verliehen, außerdem Sonderpreise.

### Denkmäler
In Meiningen, wo Hans von Bülow seit 1880 gewirkt hatte, steht ein Denkmal zwischen dem Theatergebäude und den Kammerspielen.
Im Brahms-Foyer der Laeiszhalle in Hamburg befindet sich eine Marmorbüste von Hans von Bülow.

### Straßennamen
Hans von Bülow wurde durch die Benennung von Straßen in einigen Städten geehrt:
- In Berlin-Mitte befindet sich die Hans-von-Bülow-Straße ganz in der Nähe von Potsdamer Platz und der Berliner Philharmonie.[32] (Die weiteren Bülowstraßen in Berlin-Schöneberg und Berlin-Zehlendorf sind hingegen nach dem preußischen General Friedrich Wilhelm Bülow von Dennewitz benannt; wie auch die nicht mehr existierenden Berliner Bülowstraßen nach diesem oder anderen Namensträgern benannt waren.[33][34])
- In Hamburg wurde ein Teilstück der Bülowstraße im Stadtteil Ottensen, die ihren Namen 1909 nach dem Fürsten Bernhard von Bülow (1849–1929) erhalten hatte, zu Ehren von Hans von Bülow im Jahr 1950 in Bülowstieg umbenannt.[35]
- In Meiningen ist eine Straße nach Hans von Bülow benannt worden.
- In Neubrandenburg wurde eine Straße im Komponistenviertel nach ihm benannt.
- In Pirna-Graupa gibt es im „Musiker-Viertel“ den Hans-von-Bülow-Weg.

### Bülow-Klaviere
Bülow war ein Markenname der Klavierfabrik Arnold in Aschaffenburg, die 1866 als Zweigfabrik des Unternehmens H. Arnold mit Sitz in Klein-Umstadt den Betrieb aufnahm. Nach der Übernahme durch den Klavierbauer Philipps im Jahr 1925 nannte sich die Klavierfabrik Bülow-Flügel- & Pianofortefabrik Aschaffenburg. Philipps bot nun Bülow-Klaviere an (neben Instrumenten der Marken Philipps, Arnold und Baldur). 1929 firmierte Philipps um und verlegte seinen Sitz, nun als Piano- und Orgelwerke Philipps AG, von Frankfurt am Main nach Aschaffenburg. Einzelne Bülow-Klaviere haben bis heute überdauert.
Der Markenname bezog sich auf den berühmten Pianisten Hans von Bülow und sollte verkaufsfördernd wirken. Er beruhte angeblich auf einer persönlichen Kaufempfehlung des Künstlers. Auf der eisernen Gussplatte im Inneren des Instruments wurde zum Beispiel in Großbuchstaben mitgeteilt: „Glänzend begutachtet und empfohlen von Prof. Dr. Hans von Bülow“, an anderer Stelle nochmals der Name „Bülow“. Auf anderen Gussplatten steht „Bülow-Piano“.

## Werke (Auswahl)
- Abend am Meer: „O Meer im Abendstrahl“ für S., A., T. u. B
- Ballade (B) für grosses Orchester nach Uhland’s Dichtung: „Des Sänger’s Fluch“ op. 16
- Bundeslied des Allgemeinen Deutschen Arbeitervereins („Bet und arbeit! ruft die Welt“) für mehrstimmigen Chor (unter Pseudonym „Solinger“)
- Deux Romances p. MS. avec Piano, Paroles anglaises et françaises. (No. 1. „Adieu! adieu! je crois qu’en cette vie“. No. 2. Préférence: „L’eau dans les grands lacs bleus“.)
- Die Entsagende: „Ich glaubte, die Schwalbe träumte schon“ für 1 Singstimme mit Pianoforte
- Die Entsagende. Ein Liedercyclus von Carl Beck in Musik gesetzt für eine Mezzosopranstimme mit Pianofortebegleitung [1. „Verbleibst ihm dennoch hold gewogen“; 2. „Ach Lust und Leid! Was ist die Lust“; 3 „Ich glaubte, die Schwalbe träumte“; 4. „Wenn Gott mir auch vergönnte“; 5. „Gott hilf! Im Wasser wächst das Schilf“; 6. „Wiegst traurig dein Gezweig“].
- Drei Lieder für S. mit Pianoforte. (No. 1. „Du bist für mich ein holdes Heil’genbild“. No. 2. „Immer fühl’ ich Deine Nähe“. No. 3. „Wenn in des Weltmeer’s Klippen“.)
- Drei Lieder für S. mit Pianoforte.
- Drei schottische Volkslieder für 1 Singstimme mit Pianoforte bearb., deutsch u. engl. (No. 1 An Mary, die Verklärte (Jacobiten-Lied): „O Morgenstern mit mattem Strahl“. No. 2. „In Frankreich erwacht die Sonn’“. (Jacobiten-Lied.) No. 3. Die schneeweisse Rose (Jacobiten-Lied): „O Rose, du, wie Schnee so weiss“.)
- Elfenjagd. Impromptu für Pianoforte
- Fünf Gesänge für vierstimmig gemischten Chor. (No. 1. Tristan: „Wer die Schönheit angeschaut mit Augen“. No. 2. Vogelfreiheit: „Ihr Vögel in den Zweigen schwank“. No. 3. Genuss der Stunde: „Sollen namenlos und länger“. No. 4. Lenzestriebe: „Wo sich gatten jene Schatten“. No. 5. Osterlied: „Die Engel spielen noch um’s Grab“.)
- Fünf Lieder für 1 hohe B.-Stimme mit Pianoforte. (No. 1. Freisinn: „Lasst mich nur auf meinem Sattel gelten“. No. 2. Der Fichtenbaum: „Ein Fichtenbaum steht einsam“. No. 3. Wunsch: „O könnte doch an deinen Blicken“. No. 4. Nachts: „Blüthen öffnen stiller Nacht“. No. 5. Volkslied: „Die schönste Rose, die da blüht“.)
- Innocence. Albumblatt für Pianoforte
- Neuer Klang zu altem Sang. An den Sonnenschein: „O Sonnenschein, o Sonnenschein“ für 1 hohe Stimme – für 1 tiefe Stimme mit Pianoforte
- Nirwana. Orchester-Fantasie in Ouvertürenform op. 20
- Sonett: „Wenn sie euch grüsst mit freundlicher Geberde“. – „Tanto gentile“, für 1 Singstimme mit Pianoforte
- Trois Valses caractéristiques
- Vier Charakterstücke für Orchester